# Mich Dulce
Michelle Dianne López Dulce (8 de mayo de 1981, Ciudad Quezón), es una cantante pop, diseñadora de moda filipina y vocalista de la banda Tampon-2 mal-0. Se graduó en una escuela secundaria en el Centro de Aprendizaje Poveda en Ciudad Quezón (San Pedro Poveda College), y asistió a la Universidad Ateneo de Manila donde obtuvo el título universitario en Licenciatura de Artes en los Estudios Interdisciplinarios y Comunicaciones. Trabajó con los diseñadores profesionales como Jessica Ogden, Marjan Pejoski y Cecile Zamora. Después de la universidad que asistió a la Escuela Superior de Moda en Londres y en el Central Saint Martins College of Art and Design en Londres. Regresó a su natal Filipinas para proseguir con sus estudios en diseño en la Universidad de Filipinas de la Escuela Internacional de Moda. En 2004 fue a los Estados Unidos para estudiar sobre la planificación de la mercancía en el Instituto de Tecnología de la Moda en Nueva York. Después de una serie de estudios, trabajó con diferentes compañías de teatro haciendo vestuario. Actualmente es propietaria de una tienda llamada For All Seasons que se encuentra en el 605 Shaw Boulevard en la ciudad de Mandaluyong. 

## Filmografía

### Serie de televisión
- Pinoy Big Brother: Celebrity Edition (2006)
- En John Shirley (2006-2007)